# HiperSocket
HiperSockets（ハイパーソケット）は、IBMの仮想化技術の1つであり、1つのサーバー上の複数パーティション間で、ハイパーバイザによる高速通信を実現する。

## 概要
HiperSockets という用語は、メインフレームのzSeries や System zでは一般的であり、z/OSやz/VMやzシリーズ用のLinuxなどの異なったオペレーティングシステムを含めて稼働させたLPAR間で、インメモリのTCP/IP接続を提供する。
アプリケーションから見ると機能的な相違は全く無いが、HiperSockets は他の接続よりも処理上の負荷が少なく、性能が高い。メモリーベースのためメモリーの速度で操作され、特に要求を満たすためには複数のネットワークホップを必要とするような複雑なアプリケーションでは、ネットワーク上の遅延を低減し、エンドユーザーの処理効率を向上させる。 HiperSockets はまたセキュリティ上の利点もあり、特にメモリーキー保護されたメインフレームでは、暗号化無しでも、ネットワーク接続を盗聴される可能性が無い。更に HiperSockets は、ハブ、ルーター、アダプター、ケーブルなどの故障する可能性のある多数のネットワーク機器を全く使わないため、信頼性と可用性が高い。
HiperSockets の難点は、1つの物理的なシステム（サーバー筐体）の中のみでしか存在できず、複数の物理的なシステム間では使用できない。サーバー統合により、より多くの業務が HiperSockets を使う事ができる。